# من اهمیت نمی‌دم (ترانه اد شیرن)
«من مهم نیستم» (به انگلیسی: I Don't Care) تک‌آهنگ از هنرمند اهل بریتانیا اد شیرن و خواننده کانادایی جاستین بیبر است که در ۱۰ مه ۲۰۱۹ که برای چهارمین آلبوم استودیویی اد شیرن شماره ۶ پروژه همکاری منتشر شد.